# Sielsowiet Brolniki
Sielsowiet Brolniki (biał. Брольніцкі сельсавет, ros. Брольникский сельсовет) – sielsowiet na Białorusi, w obwodzie grodzieńskim, w rejonie nowogródzkim, z siedzibą w Brolnikach.

## Miejscowości
- agromiasteczko:
  - Brolniki
- wsie:
  - Horewicze
  - Klukowicze
  - Krawcewicze
  - Kurewicze
  - Macioszyce
  - Molnicze
  - Niesutycze
  - Ogrodniki
  - Omniewicze
  - Prymień
  - Rutka II
  - Sieliszcze
  - Sienieżyce
  - Sulatycze
  - Wołkowicze